# Dumidu Wasanthaka Hettiharachige
Dumidu Wasanthaka Hettiharachige (* 9. Mai 1983 in Colombo) ist ein  ehemaliger sri-lankischer Fußballspieler.

## Verein
Der Abwehrspieler spielt bei Saunders SC.

## Nationalmannschaft
Er ist zudem Mitglied der sri-lankischen Fußballnationalmannschaft und gehörte zur zweitplatzierten Auswahl seines Heimatlandes beim AFC Challenge Cup 2006.